# Arkengarthdale
Arkengarthdale est une vallée et une paroisse civile du Yorkshire du Nord, en Angleterre.